# Lytta coccineus
Lytta coccineus là một loài bọ cánh cứng trong họ Meloidae. Loài này được Ménétriés miêu tả khoa học năm 1849.